# 黑尾䱀
黑尾䱀（学名：Liobagrus nigricauda）为輻鰭魚綱鯰形目钝头鮠科䱀属的鱼类，是中国的特有物种，被IUCN列為瀕危保育類動物。分布于长江及其附属水体等，體長可達10公分。该物种的模式产地在云南。